# Dean Starkey
Pour les articles homonymes, voir Starkey.
Dean Starkey (né le 27 mars 1967 à Park Ridge) est un athlète américain spécialiste du saut à la perche. 
Champion universitaire en salle en 1988 et 1989, il remporte le titre national indoor en 1992. Éliminé en qualifications des mondiaux de Stuttgart en 1993, huitième deux ans plus tard à Göteborg, Dean Starkey décroche la médaille de bronze des Championnats du monde 1997 d'Athènes avec une barre à 5,91 m, devancé par l'Ukrainien Sergueï Bubka et le Russe Maksim Tarasov.
Ses records personnels sont de 5,92 m en plein air (à São Paulo en 1994), et de 5,80 m en salle (à Fairfax en 1997).

## Palmarès
| Date | Compétition           | Lieu     | Résultat | Marque |
| ---- | --------------------- | -------- | -------- | ------ |
| 1995 | Championnats du monde | Göteborg | 8e       | 5,60 m |
| 1995 | Finale du Grand Prix  | Paris    | 7e       | 5,50 m |
| 1997 | Championnats du monde | Athènes  | 3e       | 5,91 m |